# Hayden (Alabama)
Hayden és una població dels Estats Units a l'estat d'Alabama. Segons el cens del 2000 tenia 470 habitants.

## Demografia
Segons el cens del 2000, Hayden tenia 470 habitants, 191 habitatges, i 136 famílies. La densitat de població era de 193,1 habitants/km².
Dels 191 habitatges en un 35,6% hi vivien nens de menys de 18 anys, en un 59,2% hi vivien parelles casades, en un 10,5% dones solteres, i en un 28,3% no eren unitats familiars. En el 26,7% dels habitatges hi vivien persones soles el 8,9% de les quals corresponia a persones de 65 anys o més que vivien soles. El nombre mitjà de persones vivint en cada habitatge era de 2,46 i el nombre mitjà de persones que vivien en cada família era de 2,98.
Per edats la població es repartia de la següent manera: un 26,8% tenia menys de 18 anys, un 9,6% entre 18 i 24, un 28,3% entre 25 i 44, un 25,3% de 45 a 60 i un 10% 65 anys o més.
L'edat mediana era de 36 anys. Per cada 100 dones hi havia 93,4 homes. Per cada 100 dones de 18 o més anys hi havia 88 homes.
La renda mediana per habitatge era de 31.484 $ i la renda mediana per família de 36.667 $. Els homes tenien una renda mediana de 30.667 $ mentre que les dones 17.375 $. La renda per capita de la població era de 14.435 $. Aproximadament el 10,7% de les famílies i l'11% de la població estaven per davall del llindar de pobresa.

## Poblacions properes
El següent diagrama mostra les poblacions més properes.